# المسجد الأعلى
المسجد الأعلى أحد المساجد الأثرية في أبو عريش جنوب المملكة العربية السعودية.

## التاريخ
يعد المسجد من أقدم مساجد أبو عريش التاريخية القائمة. ويقع في أعلى المدينة القديمة أو في الحي الشرقي منها٬ ويعتقد أن عمارته تعود إلى القرن الحادي عشر الهجري (السابع عشر الميلادي)٬ وكانت تقام فيه الصلاة إلى عهد قريب حينما تحول الناس إلى الصلاة في مسجد حديث أُنشئ بالقرب منه. أما المسجد القديم فظل قائمًا حتى الآن على الرغم مما فيه من التصدعات.

## البناء
تتكون عمارة المسجد من مبنى مستطيل الشكل٬ تعلوه ثلاث قباب٬ كبراهُن في الوسط٬ وتحفُّها من الشرق والغرب قبتان أخريان أصغر من القبة الوسطى٬ وتقع المنارة في الجهة الجنوبية من المسجد٬ وقد تهدمت القبة الغربية٬ وبقيت القبتان الوسطى والشرقية٬ أما المنارة فتهدمت منذ زمن بعيد٬ ولم يبق منها إلا موقعها الدال عليها من خلال سلم الصعود الذي يقود إليها وإلى سطح المسجد.

## وصلات خارجية
- صورة حديثة للمسجد الأعلى في أبي عريش